# Naso annulatus
Espèce
Statut de conservation UICN

 LC  : Préoccupation mineure
Naso annulatus est un poisson chirurgien unicorne vivant dans les eaux Indo-Pacifiques. Pouvant atteindre un mètre, il est le plus gros des 81 espèces de poissons chirurgiens.

## Au zoo
L'Aquarium du palais de la Porte Dorée détient un au moins un spécimen de Naso annulatus (12/2014). Il est maintenu dans une immense cuve. Pas farouche et aisément observable lors de la promenade de l'Aquarium.

## Galerie

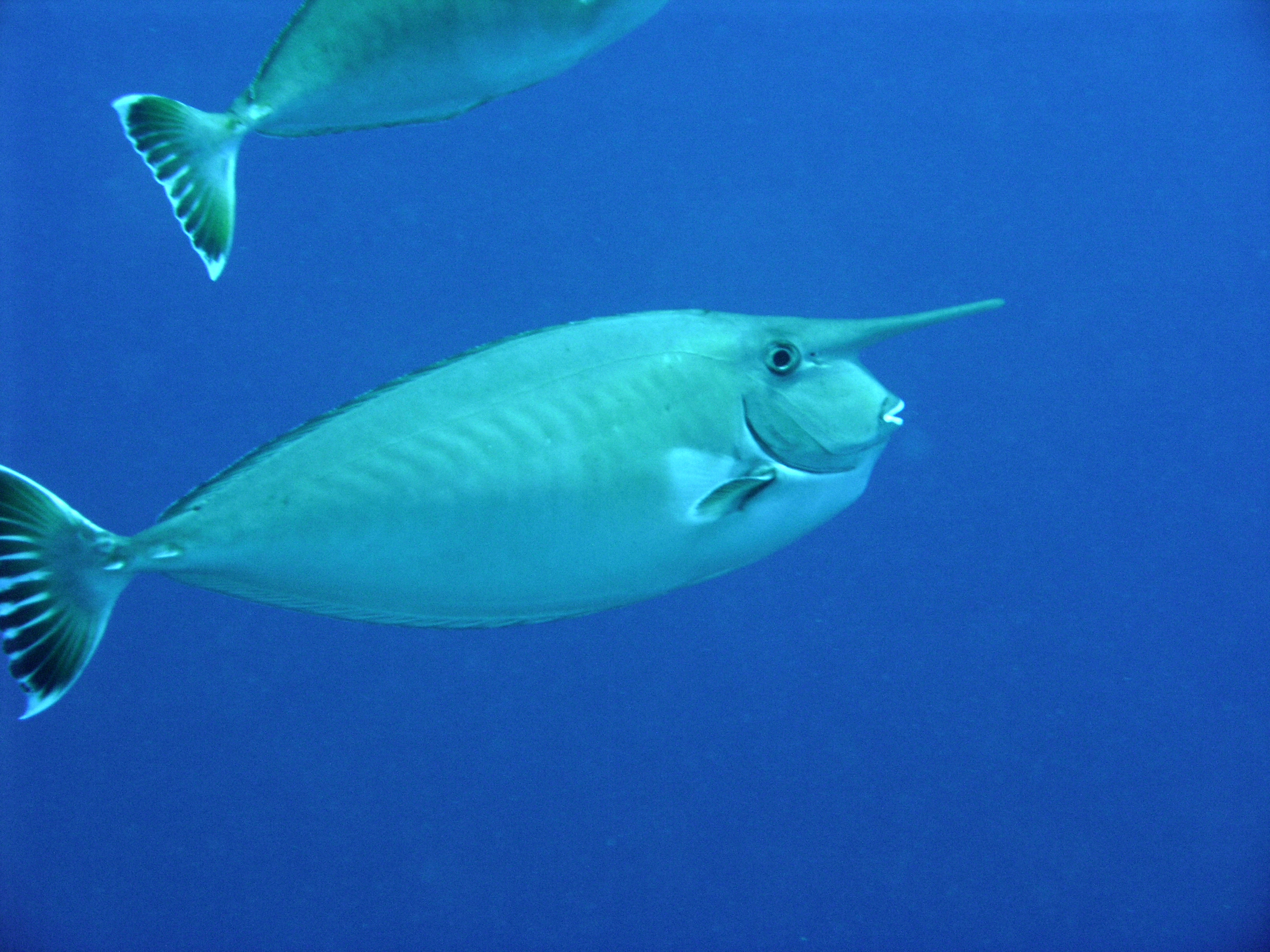
en milieu naturel
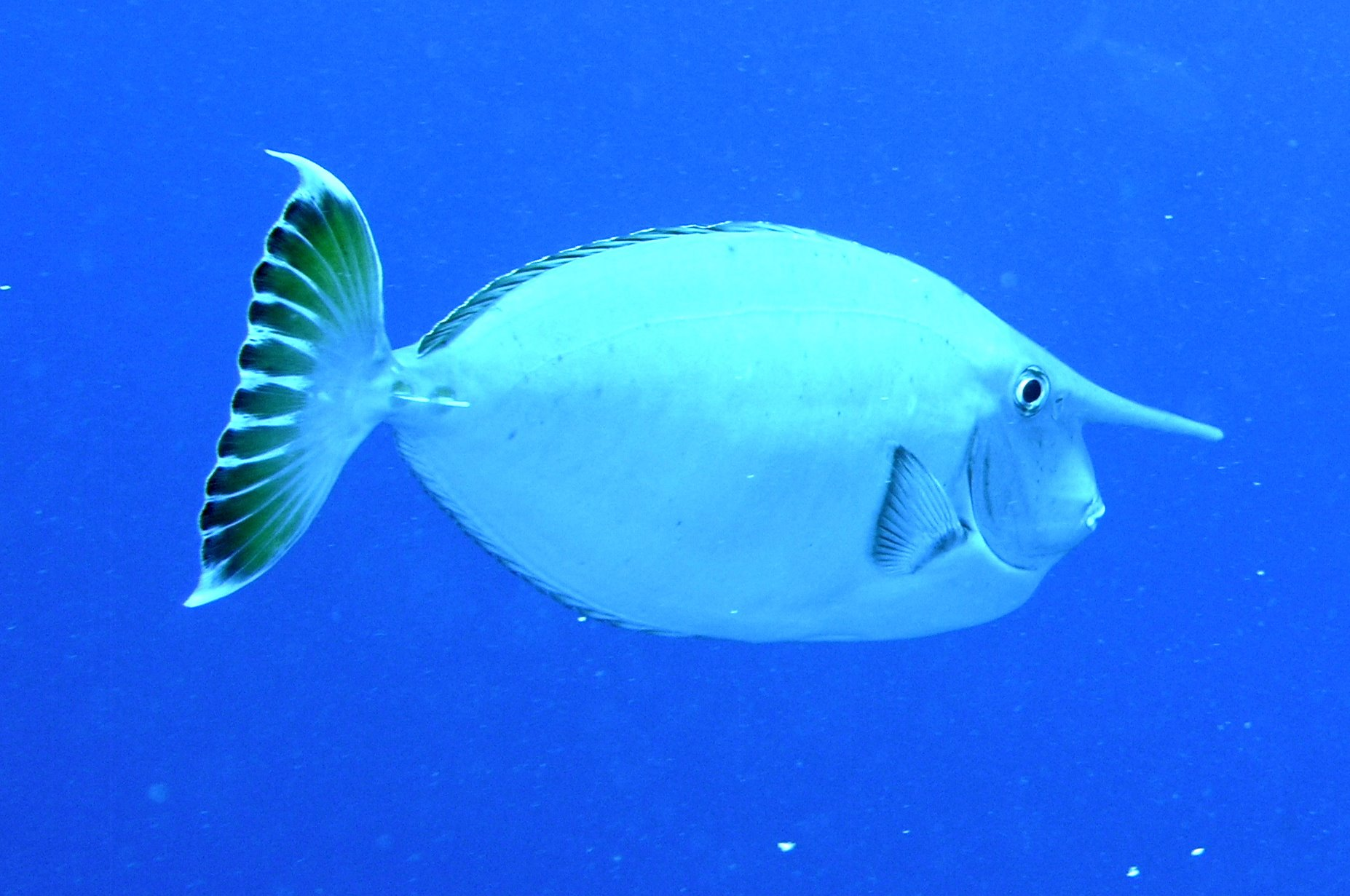
en milieu naturel
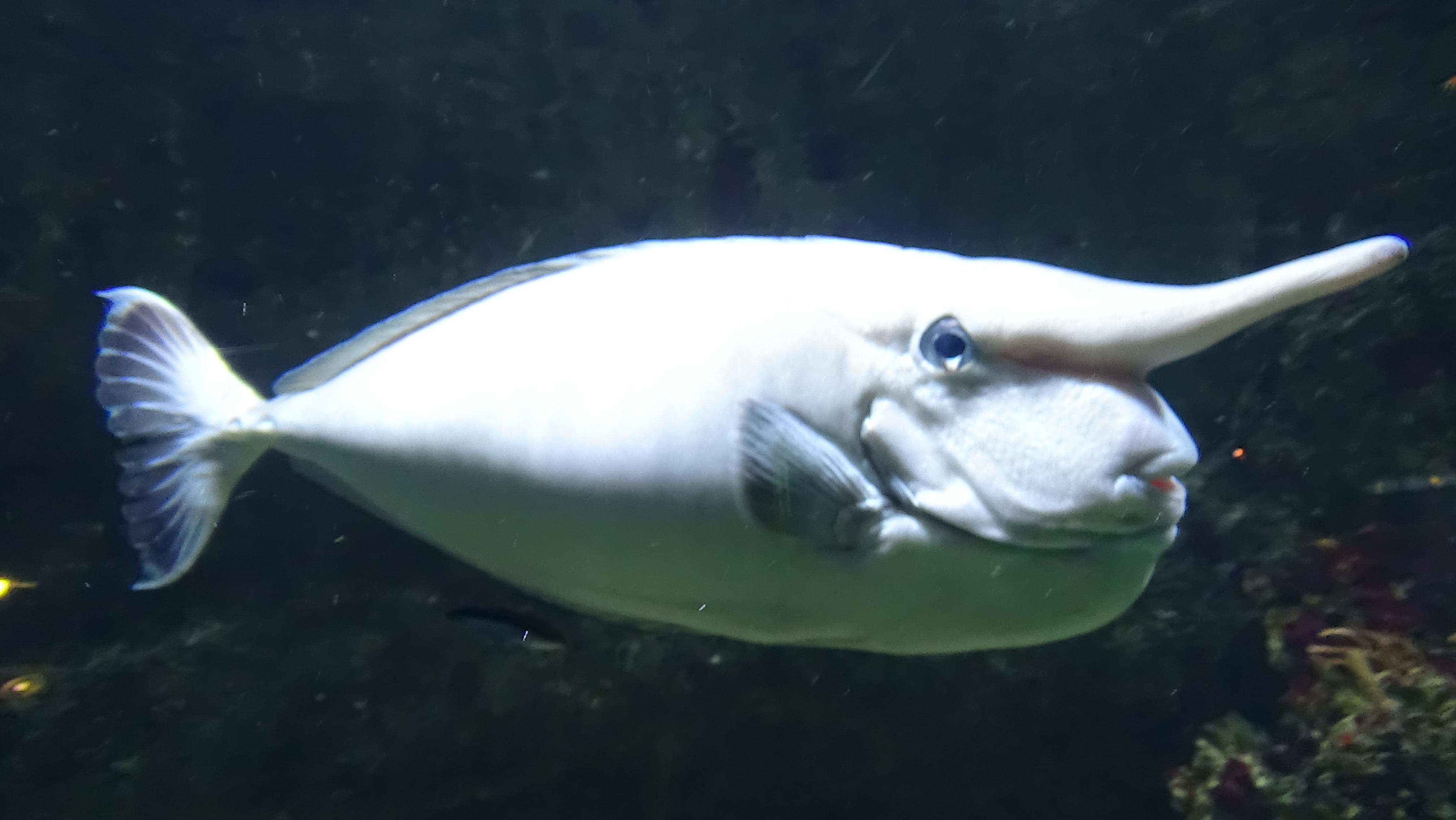
quasi-adulte
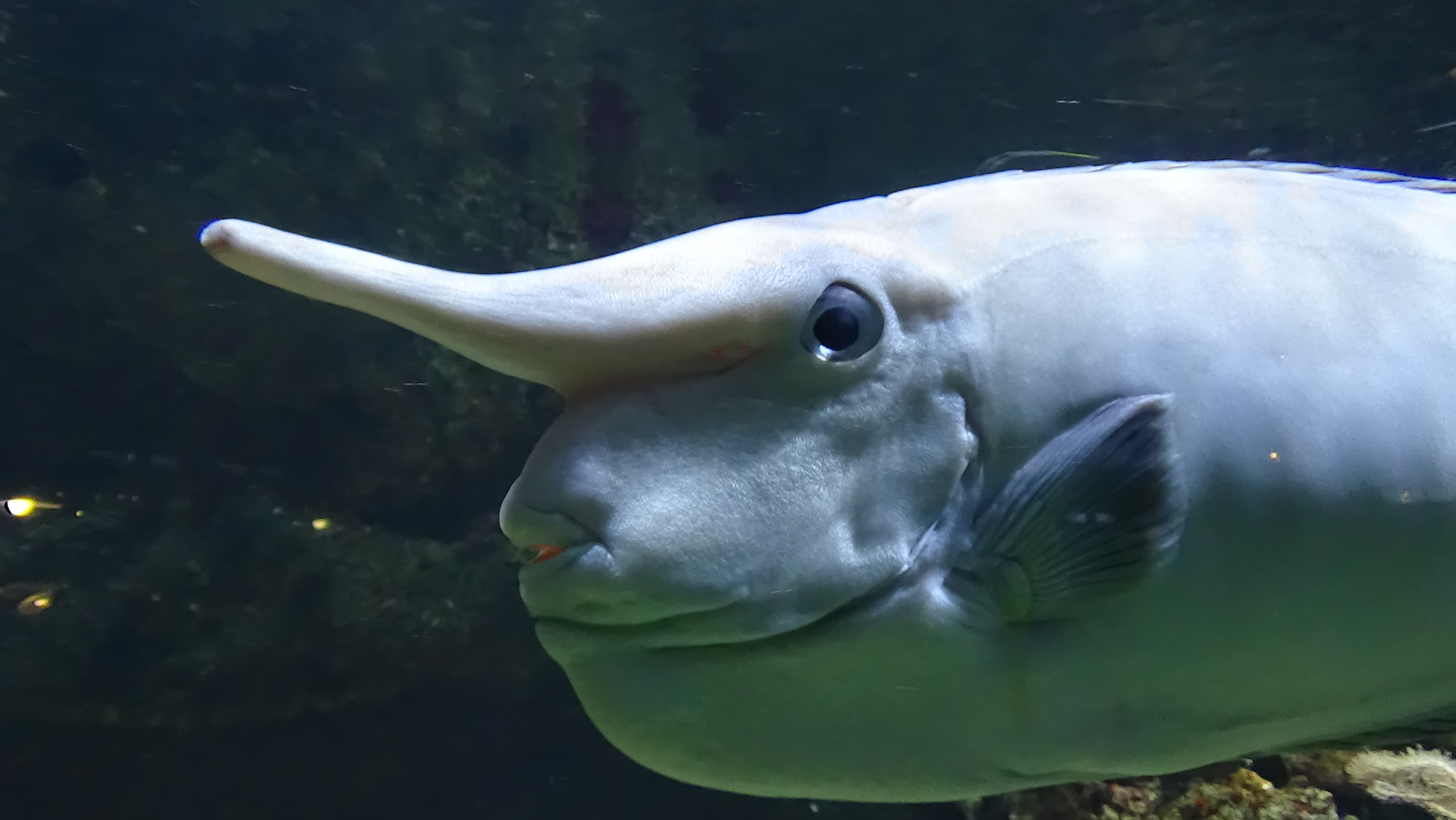
quasi-adulte
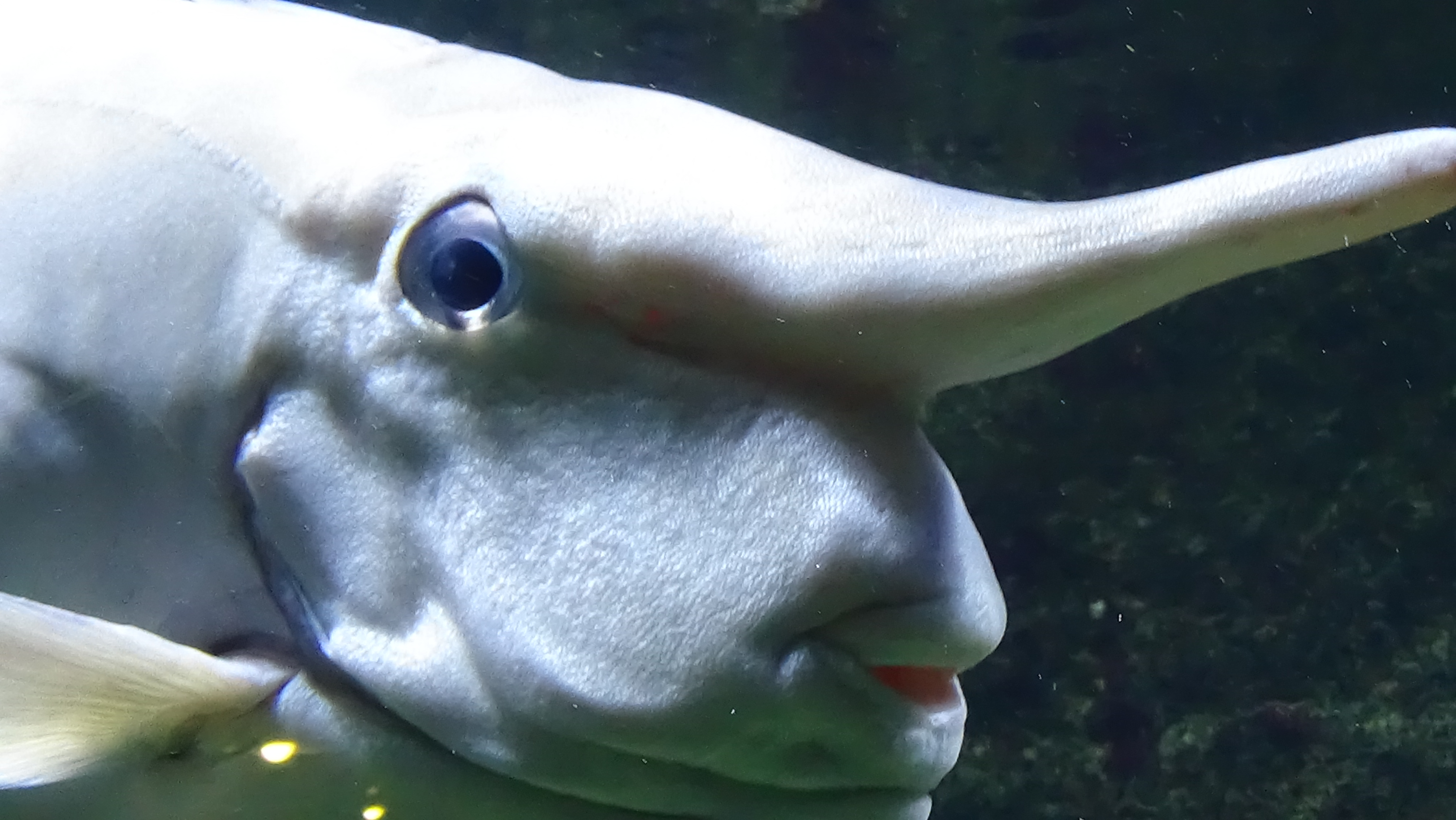
tête quasi-adulte
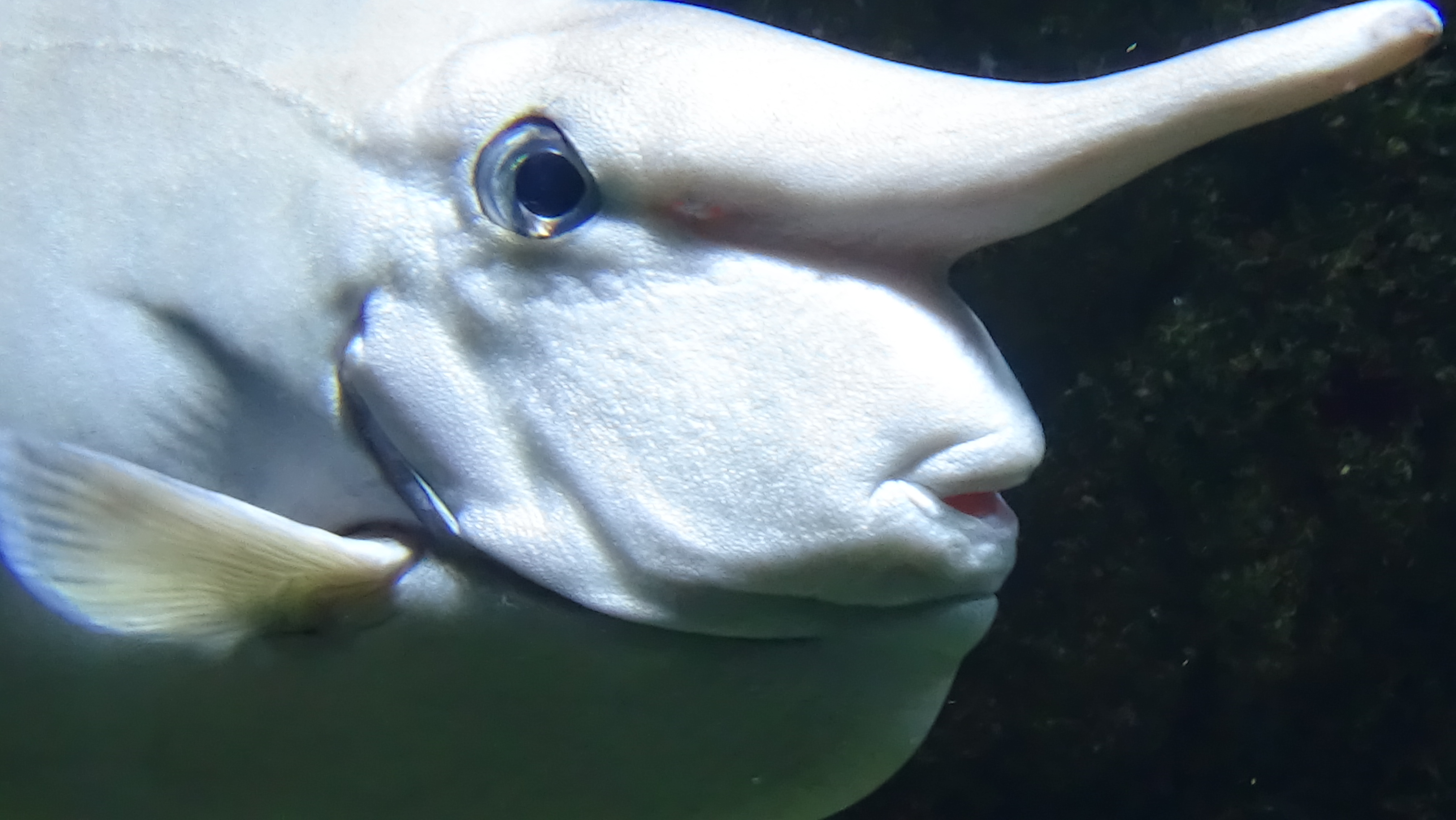
tête quasi-adulte
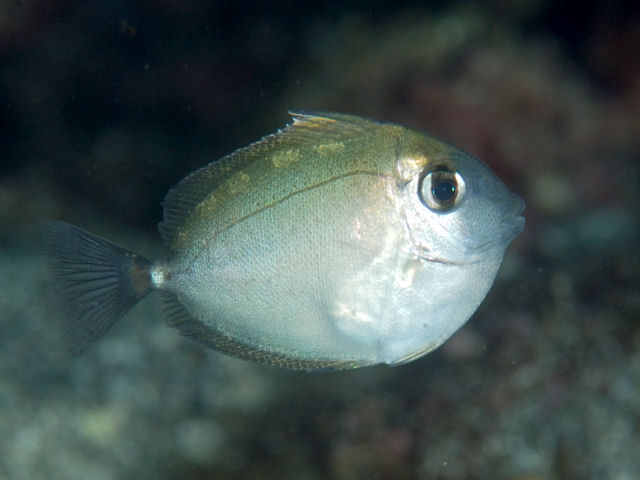
juvénile
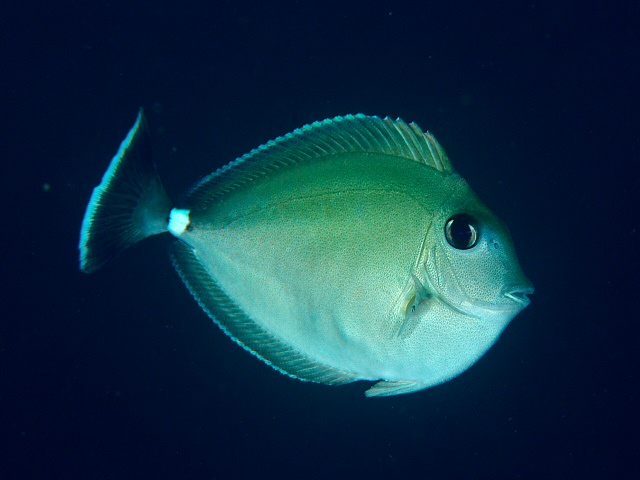
juvénile